# Ulai Otobed
Ulai Trudy Otobed (Aimeliik, 31 de desembre de 1941) és una metge de Palau. El 1965 es va convertir en la primera dona micronèsia que es va qualificar com a metgessa. Va ser també jugadora de tennis taula; va guanyar una medalla d'or en aquest esport als Jocs del Pacífic Sud de 1963 i va ser campiona nacional de Fiji en tres categories.

## Biografia
Otobed va néixer a Aimeliik, a l'illa palauana de Babeldaob. Era la segona dels sis fills que van tenir Berenges Oiterong i Taurengel Otobed. El seu germà Rechiuang Demai Otobed es va convertir en el primer palauà a obtenir una llicenciatura en entomologia. Va començar a anar a l'escola a Ngeremlengui als sis anys. Entre 1953 i 1956 va ser alumna de l'Escola de Grau Mitjà de Palau. Després es va traslladar a l'Escola Central de les Illes del Pacífic, on hi va estar matriculada entre 1956 i 1959. Després de ser acceptada a l'Escola de Medicina Central de Fiji, va assistir a l'Escola d'Infermeria del Territori de Trust fins que va començar el seu curs el 1960. Durant la seva estada a Fiji, va formar part de l'equip de tennis taula de Fiji que va guanyar l'or als Jocs del Pacífic Sud de 1963. L'any següent va ser campiona nacional de Fiji en individual femení, dobles femenins i dobles mixtes.
Otobed es va graduar a l'Escola Central de Medicina el 1965, guanyant també nombrosos premis, com ara la Presentació del director per a la millor estudiant femenina, el premi Glazo-Allenburgs per a la mitjana de grau més alt i la medalla d'or de l'Associació Mèdica Britànica per a l'excel·lència acadèmica en cirurgia. Després va fer una pràctica de dos anys a l'Hospital McDonald Memorial, aprovant els exàmens de la Junta Mèdica del Territori el 1968.
El 1968 Otobed va passar sis mesos formant-se a Nova Zelanda, aprovant l'examen de la Junta de l'Hospital d'Auckland i rebent un diploma en obstetrícia el 1969. Va tornar a Nova Zelanda per estudiar a l'Escola de Postgrau d'Obstetrícia i Ginecologia de la Universitat d'Auckland entre 1970 i 1973, i treballava també a l'Hospital Nacional de Dones com a cirurgiana i registradora. Després de rebre un diploma en obstetrícia i ginecologia, va tornar a Koror, a Palau, el 1973 per treballar al McDonald Memorial Hospital. Entre 1974 i 1976 va assistir al Col·legi Mèdic Mysore a l'Índia, obtenint una llicenciatura en medicina i cirurgia. El 1977 va aprovar l'examen nord-americà per a graduats estrangers en medicina.
Després de tornar a Palau per treballar com a metge en Obstetrícia, Ginecologia i Planificació Familiar a l'Hospital McDonald Memorial, Otobed esdevingué més tard Cap de Serveis Clínics de l'Hospital Nacional. També va formar part de la Junta Nacional de Beques de Palau.